# Blender
Pour les articles homonymes, voir Blender (homonymie).
Chronologie des versions
2.83 LTS
Blender est un logiciel libre de modélisation, d’animation par ordinateur et de rendu en 3D, créé en 1994. Il est actuellement développé par la Fondation Blender.
Depuis 2019 le logiciel Blender est de plus en plus reconnu par les entreprises du secteur de l'animation 3D, comme Epic Games, Ubisoft et NVIDIA,,.
Il propose des fonctions avancées de modélisation (dont la sculpture 3D, le texturage et dépliage UV, etc), d’animation 3D (rigging, blend shapes), et de rendu (sur processeur graphique comme sur processeur). Il gère aussi le montage vidéo non linéaire, la composition, la création nodale de matériaux, ainsi que diverses simulations physiques telles que les particules, les corps rigides, les corps souples et les fluides. Ses capacités sont par ailleurs très extensibles, grâce à un système de greffons.

## Historique

### Origine et développement
Produit à l’origine par le studio d'animation néerlandais NeoGeo BV, fondé en 1988 par Ton Roosendaal et Frank van Beek, la toute première version de Blender est inspirée du logiciel de lancer de rayon Traces, programmé par Ton Roosendaal sur Amiga en 1989. À cette époque, le studio se sert de Sculpt 3D (en), sorti en 1987, comme modeleur. Le nom de Blender n’arrive que plus tard, inspiré de l’album Baby du groupe Yello, lorsqu'il devient une suite d’animation 3D complète.
La première version aboutie de Blender date de janvier 1994, date de la première sauvegarde du logiciel sur la station de travail Indigo2 Silicon Graphics utilisée par Ton Roosendaal. Mais ce n'est qu'en janvier 1998 que le logiciel est publié publiquement comme logiciel gratuit, d'abord pour Unix, puisque développé sur station Silicon Graphics, puis quelques mois plus tard pour Linux et FreeBSD.

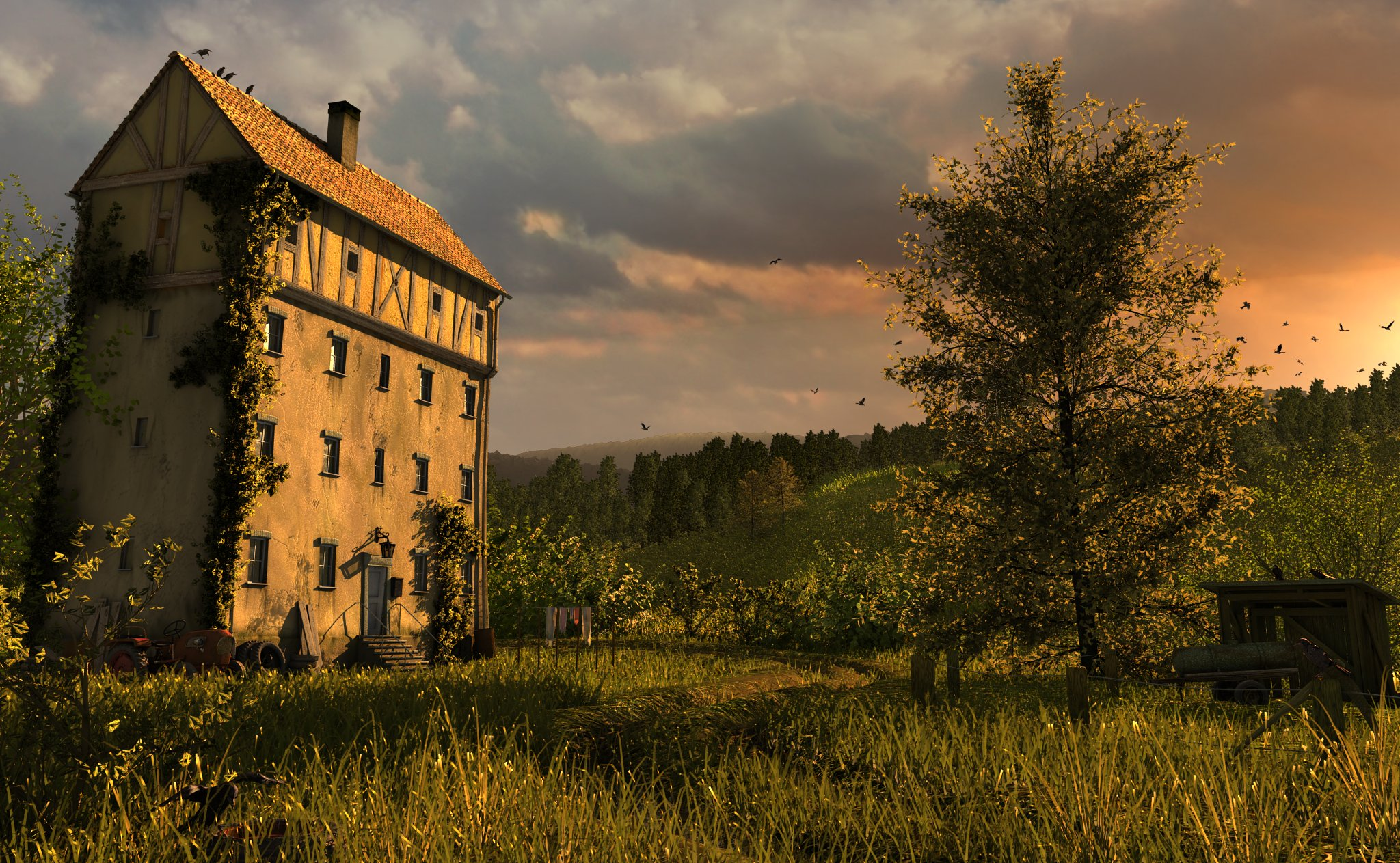
Image créée avec Blender.

La société néerlandaise Not a Number Technologies (NaN) est fondée en juin 1998 pour développer et distribuer le logiciel en tant que partagiciel, dont certaines fonctionnalités n’étaient accessibles que par l’intermédiaire d’une licence payante. Plus tard, son auteur Ton Roosendaal trouvera des investisseurs pour l’aider à développer son produit et en faire un logiciel gratuit.
Au début de l’année 2002, étant donné le peu de gains qu’ils en retiraient, les investisseurs décident de retirer leur soutien à Ton Roosendaal, ce qui a pour effet immédiat la faillite de la société NaN et la fermeture du site Internet de Blender. Néanmoins, la communauté d’utilisateurs de Blender se reforme rapidement au sein du forum de discussion du site Elysiun (devenu aujourd’hui BlenderArtists).
Le 18 juillet 2002, Ton Roosendaal parvint à négocier le rachat des droits d’auteur de Blender contre 100 000 euros, en vue de la création d’une fondation Blender et de la diffusion du logiciel sous la licence libre GPL. En moins d’une semaine, la communauté des utilisateurs a déjà rassemblé près de la moitié de la somme. Le 7 septembre est annoncée l’ouverture du code de Blender, supervisé par la Fondation Blender. C'est en fin de compte le 13 octobre 2002 que Blender est diffusé sous licence libre GPL.
La fondation commence alors à rendre plus modulaire le code pour faciliter son évolution. On sépare Blender en plusieurs bibliothèques afin d'ouvrir ses fonctionnalités à d’autres logiciels. Blender devient alors le composant standard d'un écosystème qui va en faire une référence.
Le 11 février 2003 sort la première version libre (2.26). La version suivante (2.27) marque le début de l’internationalisation, permettant ainsi aux non anglophones de découvrir ce logiciel.
Blender dispose de nombreuses fonctionnalités et d’une gestion souple des fenêtres. Il pèse de 200 à 300 Mo selon les versions.
Son interface basée sur OpenGL s'écarte des habitudes de Windows, MATE ou KDE, ce qui lui a valu (comme à GIMP) une réputation d’apprentissage long et difficile. Cette interface, autorisant beaucoup de raccourcis clavier pour rendre le travail de production plus rapide, rend son utilisation moins intuitive que des cycles d'essais et d'erreurs sur des menus standards. Depuis son passage à l’open source, le logiciel a été amélioré notamment en ergonomie, par une réorganisation et l'ajout de quelques menus contextuels. L'interface revue et corrigée est intégrée à la version 2.50. Après quatre ans de développement, la Fondation Blender a sorti une version stable de Blender 2.5x en avril 2011 : Blender 2.57.
En octobre 2011 sort la version 2.60, qui marque l'aboutissement et la fin de développement de la série 2.5x. En juin 2015, la version 2.74 devient celle de référence, la 2.75 étant déjà annoncée avec le statut de Release Candidate.

### Blender aujourd’hui
Depuis 2019 le logiciel Blender est de plus en plus reconnu par les entreprises du secteur de l'animation 3D, comme Epic Games, Ubisoft et NVIDIA,,.

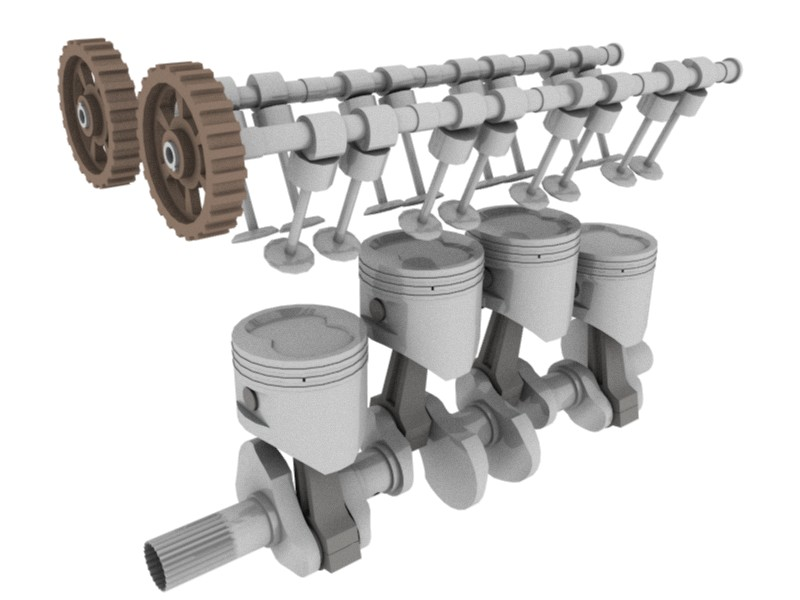
Rendu 3D avec lancer de rayons et occlusion ambiante utilisant Blender et Yafray.

En Juillet 2019, la version 2.8 sort avec une révision de l'interface rendant Blender plus facile d'utilisation pour les débutants, et l'ajout d'un moteur de rendu temps réel nommé Eevee.
La libération du code source a donné un élan important au développement du logiciel. Les équipes de développeurs y apportent parfois des fonctionnalités nouvelles (utilisables d'abord dans les versions expérimentales). Les amateurs de Blender peuvent suivre son évolution sur les différentes versions. Selon certains professionnels, sa modularité permet à Blender de rivaliser avec les autres logiciels commerciaux professionnels,.
De très nombreux tutoriels en anglais sont disponibles sur le Blender Cloud, certains gratuitement et d'autres disponibles avec un abonnement. Les fonds récoltés servent à financer le développement de Blender et des films libres de l'institut Blender. De nombreux tutoriels sont également disponibles sur les sites de partage de vidéos comme YouTube, grâce à des artistes très nombreux, comme Blender Guru ou CG Cookie notamment.

### Historique des versions
| Version      | Date              | Caractéristiques | Splash screen |
| ------------ | ----------------- | --- | ------------- |
| 1.00         | 8 janvier 1994    | Première version aboutie du logiciel, développée sur station SGI. |               |
| 1.23         | janvier 1998      | Première version publiée en ligne, déjà logiciel gratuit, développée avec l'API IrisGL. |               |
| 1.30         | avril 1998        | Premières versions pour Linux et FreeBSD, basée sur OpenGL et X11 |               |
| 1.50         | novembre 1998     | Première version avec une documentation |               |
| 1.60         | avril 1999        | Première version pour Windows, blocage de nouvelles fonctions désormais payantes (C-key) |               |
| 1.80         | juin 2000         | Fin des fonctions payantes (C-key), version désormais entièrement gratuite |               |
| 2.00         | août 2000         | Introduction de l'interface 3D interactive et du rendu en temps-réel |               |
| 2.01 bêta    |                   | Version pré-open source |               |
| 2.02 bêta    |                   | Version pré-open source |               |
| 2.03         |                   | Version pré-open source |               |
| 2.04         |                   | Version pré-open source |               |
| 2.10         | décembre 2000     | Nouveau moteur de rendu, introduction des simulations physiques, programmation en python |               |
| 2.11 bêta    |                   | Version pré-open source |               |
| 2.12         |                   | Version pré-open source |               |
| 2.20         | août 2001         | Apparition du système d'animation de personnages |               |
| 2.22         |                   | Version pré-open source |               |
| 2.23         |                   | Version pré-open source |               |
| 2.24         |                   | Version pré-open source |               |
| 2.25         |                   | Version pré-open source |               |
| 2.26         | février 2003      | Première version sous licence libre |               |
| 2.27         | août 2003         | |               |
| 2.28         | 11 février 2003   | Cette version fut l'occasion de réformer l'API python qui avait été ajoutée au logiciel dès 1999. Au grand désespoir des développeurs de scripts et de macros, elle avait déjà subi deux réformes importantes incompatibles entre elles. La nouvelle approche permet d'ajouter plus facilement des fonctionnalités et d'intégrer plus rapidement un accès aux fonctions internes du logiciel. |               |
| 2.30         | 30 octobre 2003   | Modification radicale de l'interface graphique qui est devenue plus pratique, lisible et esthétique. |               |
| 2.31         | 29 novembre 2003  | Nouveau thème graphique |               |
| 2.32         | 2 février 2004    | support du moteur de rendu Yafray et du displacement mapping. |               |
| 2.33         | 30 avril 2004     | |               |
| 2.34         | 5 août 2004       | Retour du module de jeu, Game Blender, et améliorations très substantielles du système de particules. |               |
| 2.35a        | 19 novembre 2004  | support de la déformation des mesh grâce à des courbes, ajout de l'outliner. |               |
| 2.36         | 23 décembre 2004  | Amélioration des effets de Bump grâce aux Normal Maps |               |
| 2.37         | 31 mai 2005       | Nouveauté : le soft body (en) |               |
| 2.37a        | 15 juin 2005      | Support des joysticks dans BGE, "CCG" SubSurf, Force Fields et Deflection. |               |
| 2.40         | 22 décembre 2005  | Ajout des effets spéciaux sur les cheveux et de la simulation de la dynamique des fluides |               |
| 2.41         | 25 janvier 2006   | Ajout de nombreuses fonctionnalités dans Game Blender |               |
| 2.42         | 16 juillet 2006   | Ajout d'un système nodal permettant d'éditer un matériau ou de « composer » une scène |               |
| 2.42a        | 25 juillet 2006   | Ajout du modificateur array. |               |
| 2.43         | 18 février 2007   | Ajout du rendu par passes, des outils de sculpture du maillage… |               |
| 2.44         | 13 mai 2007       | Support du SubSurface Scattering |               |
| 2.45         | 20 septembre 2007 | Aucune nouveauté, mais une énorme quantité de bugs corrigés. C'est une version de stabilisation de la branche 2.4x |               |
| 2.46         | 19 mai 2008       | Refonte du système de particules |               |
| 2.47         | 23 août 2008      | Corrige certains bugs de la version 2.46. C'est une version de stabilisation qui modifie malgré tout le système d'édition d'objet 3d de manière radicale au niveau des textures en coordonnées UV et surtout au niveau de l'ajout de nouveaux éléments dans la fenêtre d'édition principale. Cette dernière modification, présentée comme un plus au niveau de l'apprentissage, rend inutilisable la plus grande partie de la documentation antérieure.                                                                                           |               |
| 2.48         | 15 octobre 2008   | Correction de bugs. Temps réel pour les OpenGL Shading Language (GLSL), interopérabilité des liens. |               |
| 2.48a        | 23 octobre 2008   | Correction de bugs en particulier pour le moteur de jeu) et les OpenGL Shading Language (GLSL). |               |
| 2.49         | 30 mai 2009       | Nombreuse améliorations du moteur de jeu et création de textures par nœuds ainsi que correction de plusieurs bugs. Suppression définitive de l'intégration de Yafray qui n'était plus développé depuis deux ans et dont aucun développeur n'assurait plus la compatibilité. |               |
| 2.49a        | 21 juin 2009      | Correction de bugs. |               |
| 2.49b        | 3 septembre 2009  | Correction de bugs. |               |
| 2.5 alpha 0  | 24 novembre 2009  | Version de transition, nouvelle interface, nouveau système de particules. |               |
| 2.5 alpha 1  | 19 février 2010   | Version de transition, améliorations et corrections de bugs à la suite des retours de la 2.5 Alpha 0 |               |
| 2.5 alpha 2  | 3 mars 2010       | Version de transition, correction d'un bug important de l'Alpha 1 (impossibilité d'enregistrer les textures) |               |
| 2.53 beta    | 22 juillet 2010   | Version de transition, prête pour la documentation |               |
| 2.54 beta    | 11 septembre 2010 | Version de transition, amélioration de la stabilité |               |
| 2.55 beta    | 27 octobre 2010   | Version de transition, correction de plus de 340 bugs |               |
| 2.56 beta    | 30 décembre 2010  | Version de transition, correction de plus de 440 bugs |               |
| 2.56a beta   | 6 janvier 2011    | Version de transition, correction d'un bug important de la fonction annuler dans la simulation des fluides et tissus. |               |
| 2.57         | 13 avril 2011     | 1re version stable de la série des 2.5. |               |
| 2.57a        | 22 avril 2011     | Correction de bugs. |               |
| 2.57b stable | 27 avril 2011     | Correction de bugs. |               |
| 2.58         | 22 juin 2011      | Amélioration de la stabilité, corrections de bugs, améliorations diverses. |               |
| 2.58a stable | 4 juillet 2011    | Correction de 25 bugs, et diverses petites améliorations. |               |
| 2.59         | 13 août 2011      | Correction de 140 bugs, ajout de l'add-on Ivy Generator, grease scatter et sapling. |               |
| 2.60         | 19 octobre 2011   | Correction de 160 bugs, implémentation d'un algorithme de Recherche de chemin pour le moteur de jeu, traduction du logiciel dans plusieurs langues et nouvelles fonctionnalités. |               |
| 2.61         | 14 décembre 2011  | Correction de 180 bugs, implémentation du moteur de rendu 'Cycles', outils de match moving, dynamic paint et nouveau simulateur d'océans. |               |
| 2.62         | 16 février 2012   | Correction de 205 bugs ; implémentation de l'objet tracking ; Add-on remesh modifier ; divers outils d'édition UV. |               |
| 2.63         | 27 avril 2012     | Correction de 150 bugs ; implémentation de 'BMesh', le nouveau système de maillage permettant de gérer des faces à plus de 4 sommets ; amélioration du moteur de rendu 'Cycles' ; masquage du maillage en mode 'sculpt'. |               |
| 2.63a stable | 12 mai 2012       | Correction de bugs. |               |
| 2.64         | 3 octobre 2012    | Mise à disposition de plusieurs outils utilisés pour réaliser le film Tears of Steel. Entre autres nouveautés : gestion des masques, gestion facilitée des écrans verts, nouveaux "compositing nodes", amélioration du tracking (tripode) et intégration du skin modifier. Et bien sûr, correction de bugs. |               |
| 2.64a stable | 12 octobre 2012   | Correction de bugs. |               |
| 2.65         | 10 décembre 2012  | Amélioration des outils de simulation de fumées, outil Bevel plus performant… ; un effort particulier a été mis sur la stabilité de cette version en traitant de nombreux bugs. |               |
| 2.65a stable | 20 décembre 2012  | Correction de bugs. |               |
| 2.66         | 21 février 2013   | Sculpture avec maillage adaptatif, visualisation des sculptures par matcap, simulation du comportement des corps rigides (sans passer par le Blender Game Engine), rendu des cheveux dans 'Cycles'… |               |
| 2.66a stable | 6 mars 2013       | Correction de bugs. |               |
| 2.67         | 7 mai 2013        | Moteur non photo-réaliste Freestyle, transluminescence (Subsurface Scattering) pour le moteur 'Cycles', outils d'aide à l'impression 3D, possibilité de création de nœuds en python dans le node editor, et diverses améliorations d'interface |               |
| 2.67a        | 21 mai 2013       | Correction de bugs. |               |
| 2.67b stable | 31 mai 2013       | Correction de bugs. |               |
| 2.68         | 18 juillet 2013   | Diverses améliorations concernant les performances du logiciel. |               |
| 2.68a stable | 24 juillet 2013   | Correction de bugs. |               |
| 2.69 stable  | 31 octobre 2013   | Amélioration de l'outil de motion tracking, du moteur de rendu 'Cycles'... |               |
| 2.70         | 19 mars 2014      | Rendu volumique pour 'Cycles', interface organisée par onglets et diverses autres améliorations. La compatibilité des fichiers entre différentes versions de Blender est partiellement cassée : les anciens fichiers peuvent toujours être lus avec la nouvelle version de Blender, mais des fichiers créés avec la version 2.70 ne seront pas utilisables tels quels sur une version antérieure. |               |
| 2.70a stable | 10 avril 2014     | Correction de bugs. |               |
| 2.71         | 25 juin 2014      | Support de la fumée et du feu dans Cycles, optimisations du mode Sculpte, nouveaux type d'interpolation pour les animations et correction de bugs. |               |
| 2.72         | 3 octobre 2014    | Subsurface Scattering sur GPU dans Cycles, nouvel outil d'intersection de meshes, nouveaux nœuds disponibles pour le Compositor, compatibilité de Freestyle avec Cycles, amélioration du texture painting et correction de bugs. |               |
| 2.73         | 8 janvier 2015    | Améliorations de Cycles (meilleure prise en charge volumétrique, meilleur rendu des lampes area, support des cartes graphiques GeForce 9xx...), de l'interface utilisateur (nouveau mode plein-écran, amélioration des menus circulaires...), de l'outil knife, du grease pencil, des modes de painting, du rendu freestyle, du sequencer et des add-ons. |               |
| 2.74         | 31 mars 2015      | Améliorations de Cycles (précision, bruit, vitesse, performances...), prise en charge de custom normals, nouveau viewport compositing avec occlusion ambiante et profondeur de champ, améliorations des hair dynamics, nouvel outil cavity mask pour le sculpting. |               |
| 2.75         | 1er juillet 2015  | Gestion de l'affichage stéréoscopique en temps réel, support des GPU AMD, nouvelle fonctionnalité de light portals pour le rendu des lumières, améliorations de l'interface utilisateur, diverses améliorations et corrections de bugs. |               |
| 2.75a        | 8 juillet 2015    | Améliorations et corrections de bugs. |               |
| 2.76         | 9 octobre 2015    | Amélioration majeure des performances du moteur du viewport, support des GPU AMD pour Cycle, ajout d'Opensubdiv, de sculpture par tuiles (motif répété), addon publication de jeu. |               |
| 2.76b        | 3 novembre 2015   | |               |
| 2.77         | 19 mars 2016      | Meilleur subsurface scattering pour Cycles, support du GPU pour la fumée et le feu, diverses améliorations et corrections de bugs. |               |
| 2.77a        | 5 avril 2016      | Correction de bugs. |               |
| 2.78         | 30 septembre 2016 | Cycles supporte le rendu d'images stéréo sphériques pour la réalité virtuelle, améliorations du crayon gras pour l'animation 2D, multiples améliorations et optimisations. |               |
| 2.78a        | 26 octobre 2016   | Correction de bugs. |               |
| 2.78b        | 8 février 2016    | Amélioration des performances. |               |
| 2.78c        | 28 février 2017   | Correction de bugs. |               |
| 2.79         | 12 septembre 2017 | Fonctionnalité de réduction de bruit, gestionnaire de couleur Filmic Color Management, nouveau shader principled BSDF permettant un rendu basé sur la physique, réduction du temps de rendu et amélioration de la gestion de AMD OpenCL, Shadow Catcher permettant à un objet de capturer des ombres, améliorations de Cycles, du crayon, de l'interface utilisateur, ajout d'add-ons intégrés |               |
| 2.79a        | 28 février 2018   | |               |
| 2.79b        | 24 mars 2018      | |               |
| 2.80         | 30 juillet 2019   | Révision de l'interface utilisateur pour la rendre plus accessible aux débutants : mise de la sélection sur le clique gauche au lieu du clique droit, ouverture du menu d'info sur le clique droit au lieu de "w", simplification de l'affichage des brush, adaptation plus directe/accessible de la disposition des fenêtres en fonction de l'activité. Ajout du moteur de rendu en temps réel, nommé Eevee. Ajout d'outils d'animation 2D. Certaines fonctionnalités des versions précédentes ne sont plus disponibles, comme le moteur de jeu. |               |
| 2.81         | 21 novembre 2019  | Ajouts de nouveaux brush et récupérations de brush perdu au passage à la version 2.8. |               |
| 2.82         | 14 février 2020   | Récupération de certaines fonctionnalités de simulation perdues au passage à la version 2.8. Ajout de la simulation de vêtements. Optimisations diverses. Retour complet officiel de UDIM (pour UV mapping automatique). |               |
| 2.82a        | 12 mars 2020      | Correction de bugs |               |
| 2.83 LTS     | 3 juin 2020       | Première version LTS, inspection de scène avec OpenXR (réalité virtuelle), importation des fichiers au format OpenVDB, module de réduction du bruit OptiX, accélération du rendu en temps réel. |               |
| 2.90         | 31 août 2020      | Intégration d'une nouvelle texture de ciel avec Nishita, ajout de Intel OpenImage denoise, réécriture du flou de mouvement sur eevee, rendu RTX, utilisation de 4 types de simulations pour tissus. Amélioration du modifieur multirésolution, des brushs pour les poses et du système de modification de mesh et d'uv map. Autres ajustements mineurs. |               |
| 2.91         | 25 novembre 2020  | Amélioration de l'expérience utilisateur, ajout de nouveaux booléens, amélioration d'outils. |               |
| 2.92         | 25 février 2021   | Nouveau processus de travail pour l'édition des maillages. Nouvelles méthodes de simulation physique. Optimisation des rendus Cycles. Meilleur compositing avec Eeevee. |               |
| 2.93 LTS     | 2 juin 2021       | Dernière version de la série 2.9. |               |
| 3.0          | 3 décembre 2021   | Réécriture des noyaux GPU de Cycles pour des performances améliorées. Nouveaux algorithmes de planifications et d'affichage pour réduire la latence. Amélioration du bruit. Réduction des artefacts lors de la génération des ombres. |               |
| 3.1          | 9 mars 2022       | Amélioration du moteur Cycles. Ajout de nouveaux nodes. Amélioration de l'interface utilisateur. Ajout de la fonction de marquage des sommets. Amélioration des outils crayons. Ajout de l'accélération GPU pour le modificateur de subdivision. |               |
| 3.2          | 8 juin 2022       | Amélioration du moteur Cycles (groupes de lumières, caustiques d'ombre, flou de mouvement cinétique). Amélioration des outils de peinture (peinture polygonale, nouveaux pinceaux, filtres de couleurs, outils de masquage). Nouveau nodes. |               |
| 3.3 LTS      | 7 septembre 2022  | Nouveau système de sculpture pour les cheveux. Nouveaux nodes de dépliage UV procédural. Amélioration du moteur Cycles pour la prise en charge des GPU Intel et AMD Vega. Optimisation pour Apple Silicon. |               |
| 3.4          | 7 décembre 2022   | Nouveaux outils de masque pour la sculpture et la peinture. Nouveaux outils d'étions UV. Performances améliorées. |               |
| 3.5          | 29 mars 2023      | Amélioration de l'échantillonnage des lumières et nouvelles options pour les lumières. Support des Vector Displacement Maps pour les formes complexes. Système de cheveux amélioré. |               |
| 3.6 LTS      | 27 juin 2023      | Amélioration du chargement des géométries. Accélération matérielle du ray tracing pour les GPU AMD et Intel. Nouveaux nodes de simulation. Nouveau moteur UV, amélioration des performances. Ajout d'une bibliothéque d'assets humains prêt à l'emploi. Amélioration de l'éditeur de graphes. Amélioration diverses de l'interface utilisateur. |               |
| 4.0          | 14 novembre 2023  | Amélioration de Cycles (Light linking, path guiding) Support de la fractale pour le node Voronoi Nouveaux nodes de géométrie Amélioration des outils de modélisation (snapping). Ajout d'une collection d'os pour le rigging. |               |
| 4.1          | 26 mars 2024      | Nouveaux nodes de simulation et de gestion des courbes. Prise en charge des GPU AMD RDNA3 pour Cycles. |               |
| 4.2 LTS      | 16 juillet 2024   | Ajout de l'échantillonnage global des lumières dans Eevee. Rendu plus rapide. Support des déplacements vectoriels et du bump mapping dans Eevee. Possibilité de gérer et mettre à jour les extensions depuis Blender. |               |

## Suzanne
Suzanne est la mascotte de Blender et le plus courant des « modèles d’essai » (comme la théière dans beaucoup de logiciels 3D). C’est un modèle composé de 507 sommets, 1 005 arêtes et 500 faces. Suzanne est souvent utilisée pour tester les matériaux, les textures ou encore les réglages de l’éclairage.
Le plus grand concours de Blender décerne le Prix Suzanne (sous la forme d’une statuette de Suzanne).

## Fonctionnalités

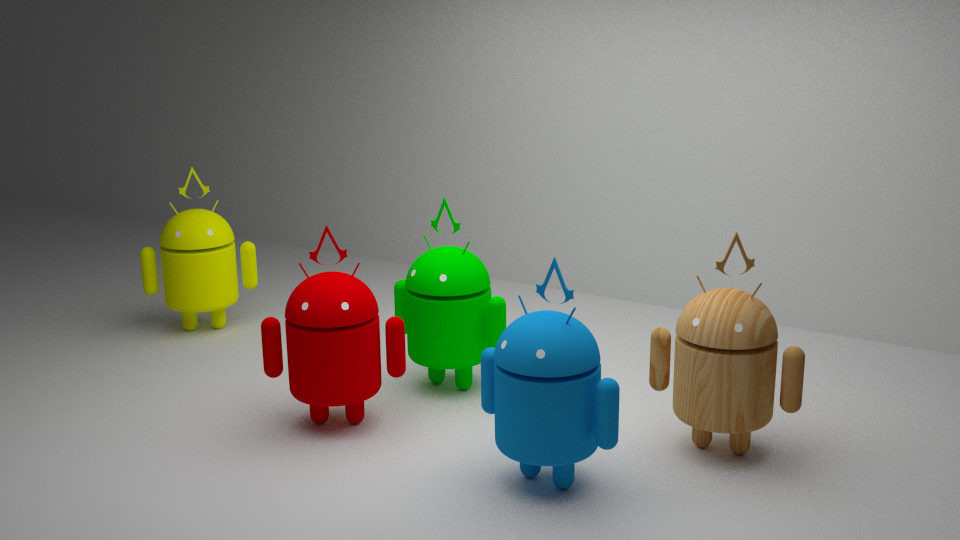
Petits robots d'Android et icônes dAssassin's Creed réalisés avec Blender.

Disponible dans de nombreuses langues, Blender est également disponible sur plusieurs plates-formes telles que Microsoft Windows 8.1 et 10, MacOS, GNU/Linux, IRIX, Solaris, FreeBSD, SkyOS, MorphOS et Pocket PC. De plus, c’est un programme extensible (ajout de scripts) à l’aide du langage Python.
- Gestion de plusieurs techniques de modélisation, comme polygonale, subdivision de surface, courbes de Bézier, surfaces NURBS, metaballs et sculpture numérique (en).
- Différents moteurs de rendu compatibles avec le logiciel dont l'exporteur pour POV-Ray inclus de base, ainsi que la possibilité d’exportation pour de nombreux moteurs tels que Indigo, Kerkythea, Thea[49] ainsi que Vray. Voir la liste des moteurs compatibles[N 1].
- Gestion avancée d’animations incluant un système d’armaturage, animation linéaire (par courbes IPO) et non linéaire (par actions), cinématique inverse, déformations par courbes et lattices, Keys Shape (Morphing), contraintes, vertex weighting, corps souples et corps rigides avec gestion des collisions, système de particules (utilisation du moteur physique Bullet).
- Composition vidéo (séquenceur et timeline gérant les plugins), à laquelle s’ajoute la bande son qui peut être synchronisée en interne.
- Compositeur nodal d’image, pleinement intégré au flux du rendu.
- Création avancée de matériaux intégrant un système nodal.
- Système de développement UV très avancé.
- Traitement des éclairages avancés par occlusion ambiante et radiosité (cette dernière, n’étant pas liée au ray-tracing, fonctionne aussi en scanline « ligne à ligne »).
- Langage de script embarqué basé sur le python permettant d’accéder à la plupart des fonctions.
- Simulation de fluides réalistes, bien que largement en dessous de RealFlow (en)
- Simulateur de fumée et de feu.

Disparu depuis la version 2.80, le moteur 3D temps réel permettait le développement de jeux vidéo ou d'applications à l’aide de briques logiques, pouvant être enrichies par des scripts python, dont l’exportation était possible en VRML 1.0 et 2.0, avec la gestion des shaders GLSL pour le « normal mapping ».

### Moteurs de rendu

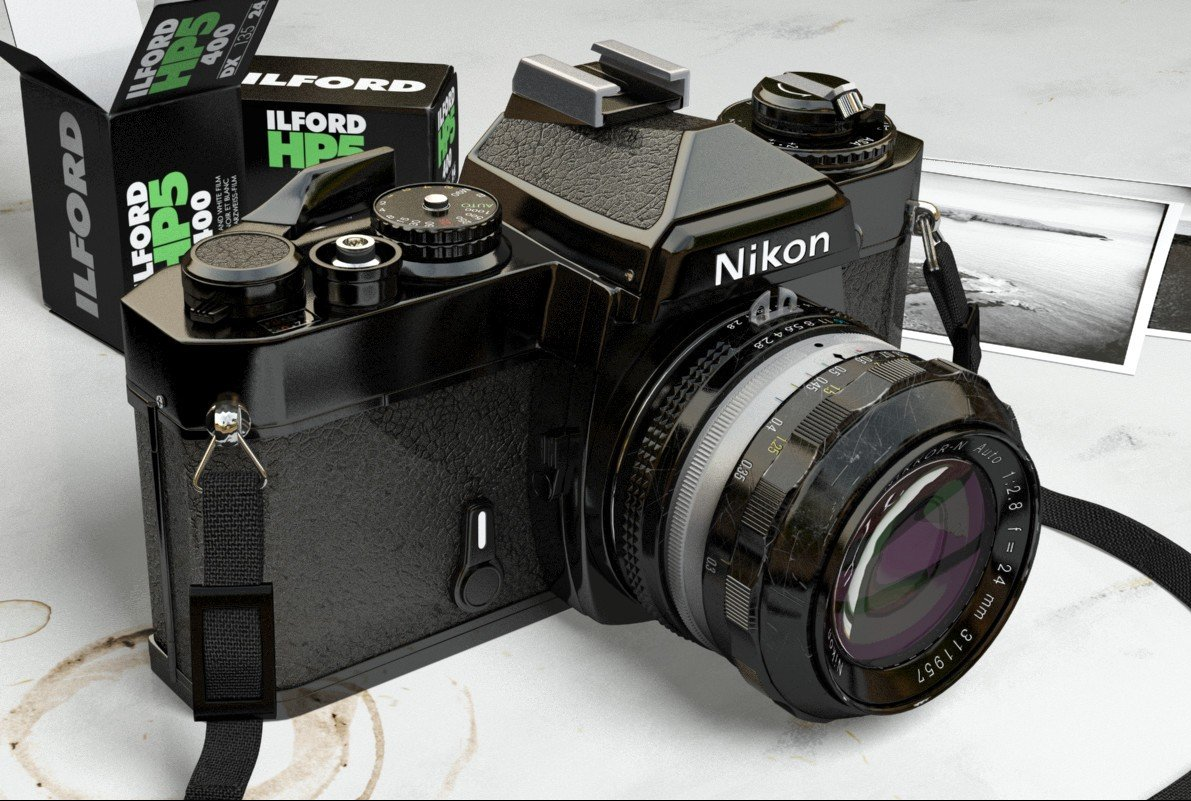
Image photoréaliste créée avec Blender et rendue dans YafaRay.

Blender a longtemps été basé sur le moteur de rendu 3D Blender Internal. Depuis la version 2.61, Blender offre le moteur de rendu photoréaliste Cycles, de type path tracing. Cycles peut être calculé sur CPU mais également accéléré par l'utilisation de GPU Nvidia (mode CUDA) ou AMD (mode OpenCL). Il offre depuis la version 2.81 une accélération supplémentaire en exploitant les circuits de ray-tracing des cartes Nvidia RTX (technologie OptiX).
À partir de la version 2.67, Freestyle est intégré dans Blender pour étendre les possibilités du moteur Blender Internal. Il s'agit d'un moteur de rendu non photo-réaliste dont la fonction est de générer des lignes en 2D sur un dessin 3D (contour des objets par exemple), proche d'un aspect dessin.
Depuis la version 2.80, le moteur de rendu temps réel Eevee, complémentaire à Cycles, est disponible. Beaucoup plus rapide que Cycles, c'est un bon compromis comme moteur d'affichage pour la modélisation, ou pour calculer rapidement les images d'une animation.
Blender est également compatible avec divers moteurs de rendu externes, :
- YafaRay : un moteur de rendu de type ray tracing, libre et open source.
- Vray
- LuxRender et Smallux
- POV-Ray
- Indigo
- Kerkythea
- Mitsuba
- Nox
- Octane Render
- 3Delight (en) : export non officiel, moteur de rendu basé sur la spécification RenderMan
- RenderMan : rendu officiel de RenderMan (Pixar), officiel depuis 2015 (Add-Ons PrMan).

### Configuration matérielle
Blender ne demande pas pour son apprentissage une configuration minimale très puissante, contrairement à d'autres applications 3D. Seuls des effets avancés et des modèles comportant beaucoup de polygones demanderont un ordinateur puissant.
La configuration minimale est :
- un processeur 64 bits cadencé à 2 GHz avec deux cœurs et SSE2 ;
- 4 Go de RAM ;
- un écran de résolution 1280×768 ;
- une souris, un pavé tactile ou un ensemble stylo+tablette graphique[53] ;
- une carte graphique compatible OpenGL 3.3 avec 1 Go de RAM.

Pour des utilisateurs avancés, le matériel suivant est recommandé :
- un processeur 64 bits quatre cœurs ;
- 16 Go de RAM ;
- un écran Full HD ;
- une souris à trois boutons et une molette ou stylo+une tablette graphique, par exemple une molette cliquable ;
- une carte graphique compatible OpenGL avec 4 Go de RAM . Pour les versions 2.80 de Blender, une refonte totale de l'interface a été développée. Un nouveau moteur de rendu est installé : Eevee, qui exige au minimum, une carte graphique compatible OpenGL 3.3 ou supérieure pour plus de performance et de fluidité dans le rendu 3D.

Les recommandations actuelles pour une performance optimale sont :
- un processeur 64 bits avec 8 cœurs ;
- 32 Go de RAM ;
- une carte graphique avec 12 Go de RAM ou plus ;
- les écrans Full HD ;
- une souris à trois boutons et une molette ou stylo+une tablette graphique, par exemple une molette cliquable.
- Pour le sculpting de personne une tablette graphique précise.

### Code
Blender accepte des extensions en Python, mais n'est pas majoritairement programmé lui-même dans ce langage pour des raisons de performance. Python est utile pour réaliser des travaux d'enchaînement qu'on ne veut plus faire à la main, à la manière d'un langage de script.
L'affichage au lancement du message « Compiled with python version 2.6.2 » signifie juste que cette version inclut la version 2.6.2 de l’interpréteur Python. Le code est presque entièrement écrit en C/C++ et compilé à l’aide d’un compilateur classique comme gcc. En 2004, Blender comporte plus de trois cent mille lignes de code dont 228 189 (69,49 %) lignes en C, 96 217 (29,30 %) lignes en C++ et 3303 (1,01 %) lignes en Python (autres : 673 (0,20 %)).

### Principauxplug-ins
La relation de longue date avec le langage Python a permis de constituer une importante base de greffons (plugins) qui ont fait de Blender un véritable logiciel de conversion de formats. Ces outils ont été écrits par des auteurs aussi enthousiastes que bénévoles. Bon nombre d'entre eux, couverts par la licence GPL ou la Blender Artistic Licence, sont regroupés et distribués dans un paquet qui accompagne le logiciel. Ces scripts sont variés (création d'arbres, de coquillages, etc.).

### Formats d'export supportés
- 3ds Max file (.3ds)
- AC3D (.ac)
- Autodesk Drawing eXchange Format (.dxf)
- Autodesk FBX (.fbx)*
- Autodesk Softimage (.xsi)*
- Cal3D (.cfg, .xaf, .xmf, .xrf, .xsf)
- COLLADA 1.3.1 et 1.4 (.dae)
- DEC Object File Format (.off)
- DirectX (.x)
- LightWave (.lwo)
- LightWave Motion (.mot)*
- M3G (.m3g, .java)*
- MD2 (.md2)
- MDD (.mdd)
- MilkShape 3D (.ms3d, .txt)**
- Motion Capture (.bvh)**
- OpenFlight (.flt)
- OpenInventor (.iv)*
- Paths (de 2D à 3D, avec des courbes) (.svg, .ps, .eps, .ai, .gimp)**
- Pro Engineer (.slp)**
- Quake 3 (.map)
- Radiosity (.radio)
- RAW Image File (.raw)
- Stanford PLY (.ply)
- STL (.stl)
- TrueSpace (.cob)
- VideoScape (.stl)
- VRML 1.0 et VRML97 (ou VRML 2.0) (.wrl)
- Wavefront (.obj)
- X3D Extensible 3D (.x3d)
- xfig export (.fig)*
- X-Plane objets (.obj)

Certains de ces formats, cependant nécessitent des plugins développés par des développeurs tiers qui doivent généralement être renouvelés régulièrement car le dialecte du Python utilisé évolue et les nouvelles versions ne sont pas toujours compatibles avec les versions antérieures. La liste des formats supportés par défaut, elle, varie selon les versions de Blender. Le format md2, par exemple, n'est plus supporté par défaut depuis la version 2.5. Le format SketchUp peut être importé via l'add-on SketchUp Importer.

## Communauté Blender et licences
Blender possède une grande communauté qui a donné naissance à un nombre considérable de productions : didacticiels, plugins, images statiques, courts métrages, bibliothèques de modèles 3D.
De fait, une licence spéciale a été créée, la Blender Artistic License.
Elle vise les didacticiels, les fichiers .blend d’exemple ainsi que les images et animations. Elle est plus limitative que la Blender Documentation License, mais est pensée pour protéger les droits des auteurs sur leurs didacticiels.
Les auteurs peuvent choisir la Blender Documentation License, moins limitative, mais aucune autre que ces deux licences ne sera acceptée pour les didacticiels sur le site de la Fondation Blender.

## Projets libres de la Fondation Blender
Depuis 2005, la Fondation Blender propose régulièrement des projets de films d'animation pour développer l'innovation du logiciel et en démontrer certaines nouvelles fonctions. C'est à la suite du succès du premier de ces films d'animations, Elephants Dream, qu'est fondé en 2007 l'Institut Blender, premier studio de production de films et de jeux vidéo libres.

### Le projet Orange (Elephants Dream)
En septembre 2005, des artistes et développeurs de Blender commencent à travailler sur un court métrage – Elephants Dream – en utilisant quasi exclusivement des logiciels libres. Cette initiative, connue sous le nom de Orange Movie Project, a alors pour but d'évaluer les capacités de Blender dans le milieu du cinéma professionnel.
Le résultat de ce travail, Elephant Dreams, est diffusé le 24 mars 2006 en avant-première, puis distribué aux contributeurs financiers sous forme de DVD comprenant non seulement le film en haute-définition, mais également l'intégralité des sources : scènes, textures, etc.

### Plumíferos
Plumíferos est un projet de film commercial argentin entièrement créé sous Blender, de la société Manos Digitales Animation Studio. Il est actuellement disponible sur le site officiel et des bandes-annonces ont été présentées aux Blender Conferences de 2005 et 2006.
Le film a été fini en 2009 et est sorti sur les écrans argentins le 18 février 2010.

### Le projet Peach (Big Buck Bunny)
Big Buck Bunny est un court métrage créé également par la Fondation Blender, laquelle, pour gérer ce projet et les suivants, a fondé l'Institut Blender. Ce court métrage est en production depuis le 1er octobre 2007 et s'inscrit dans la même logique que Elephants Dream. Connu durant sa conception sous le nom de Projet Pêche, ce projet a vu son nom officiel rendu public le 4 février 2008.
Ce nouveau volet part sur un concept complètement différent du premier, en abandonnant le côté mystique pour aller vers du « drôle et doux » (funny and furry selon l'expression anglaise). Il est disponible en téléchargement depuis le 30 mai 2008.

### Le projet Durian (Sintel)
Sintel (projet Durian) est un court métrage produit par la Fondation Blender et sorti en 2010.
Il a été annoncé en mai 2009. Le but de ce court métrage est de montrer les nouvelles fonctionnalités de Blender (la sortie de Blender 2.5).
Il est disponible sur le site officiel du projet depuis le 30 septembre 2010. Durant toute la période de création, il a été possible de suivre le développement de l'ensemble du projet en temps réel sur le blog Durian.

### Le projet Mango (Tears of Steel)
Tears of Steel (produit sous le nom de Projet Mango) est réalisé par l'américain Ian Hubert. Il se focalise sur la réalisation d'effets spéciaux pour le cinéma, comme des outils pour la capture de mouvement ou un éclairage plus réaliste par exemple. L'action du film se déroule à Amsterdam et est de type science-fiction.
Il est officiellement sorti le 26 septembre 2012, il est disponible (avec sous-titrage en français) sur le site officiel] du projet.

### Le projet Gooseberry (Cosmos Laundromat)
Cosmos Laundromat est un court métrage libre sorti en 2015. Il est réalisé par le français Mathieu Auvray qui a dirigé pour cela 12 studios à travers le monde soit une équipe de 70 à 80 personnes en tout (développeurs compris).
La campagne de financement a débuté le 9 mars 2014 avec pour objectif de rassembler 10 000 abonnés au Blender Cloud. La campagne a été étendue le 18 avril 2014 avec des objectifs revus à la baisse et s'est terminée le 8 mai 2014.

### Le projet Spring
Spring est un court métrage créé par la fondation blender et sorti en avril 2019.
Dans le cadre du développement de la version 2.8, la fondation Blender annonce le 25 octobre 2017, le démarrage d'un projet de court métrage appelé Spring. Le projet, à l'instar de Sintel pour la version 2.5, permet de valider les concepts de la version 2.8 avant la publication de la version définitive. Le film, d'une longueur de 7 minutes, met en scène un esprit de la forêt et son petit chien. Il est réalisé par Andy Goralczyk.

### Le projet Sprite Fright

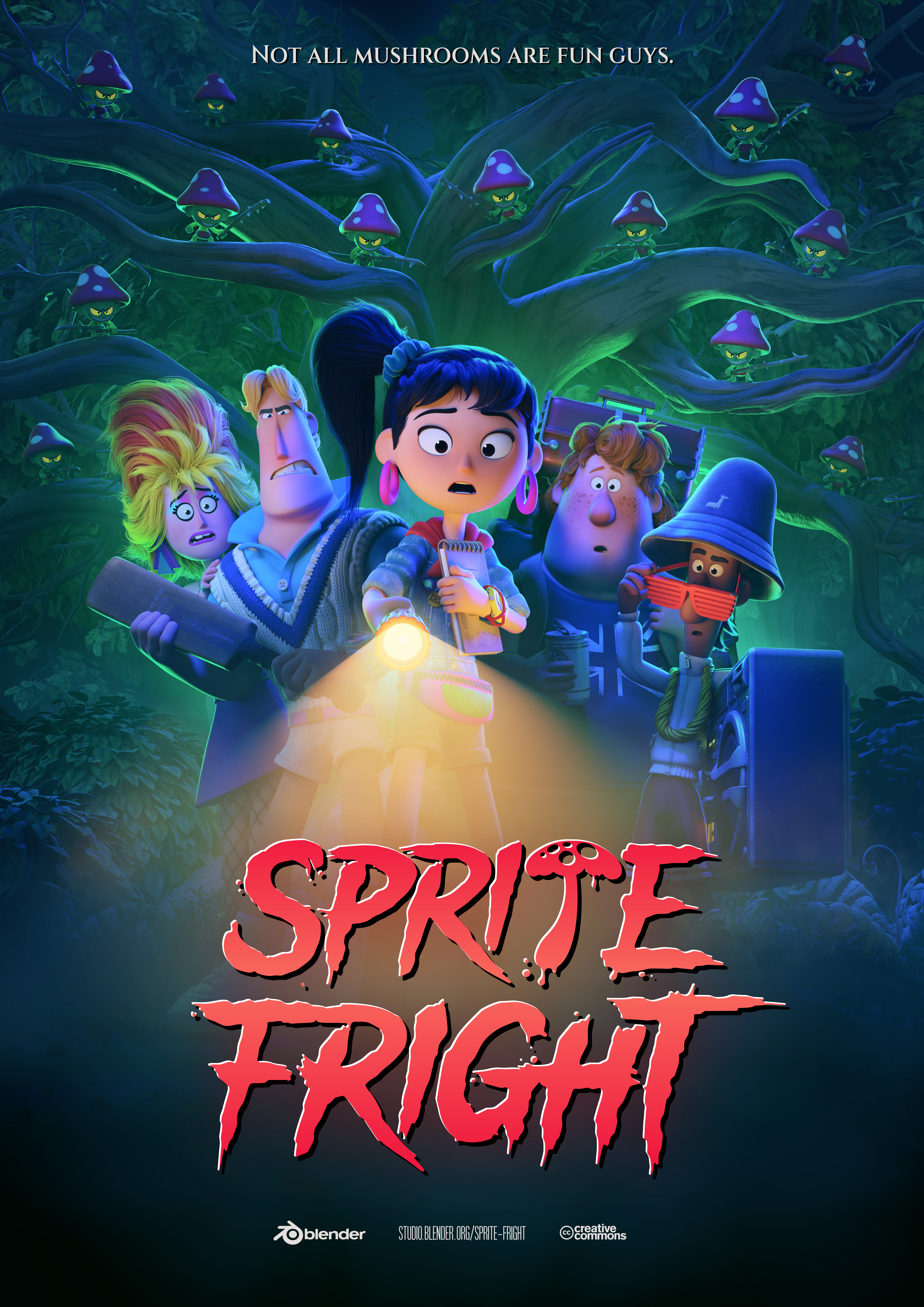
Affiche du court-métrage d'animation Sprite Fright.

Sprite Fright est un court-métrage libre créé par le Blender Studio sorti le 30 octobre 2021. Le projet débute début 2021, avec Matthew Luhn (en) en tant que réalisateur. Le film de 10 minutes met en scène un groupe de cinq adolescents découvrant une communauté de paisibles créatures champignons, qui s'avèrent finalement particulièrement rancunières lorsque l'on touche à la forêt.

## Dans l’industrie cinématographique
Le premier film dans lequel Blender a été utilisé était Spider-Man 2, où il a été essentiellement utilisé pour la création des animations et des aperçus lors de l’élaboration de la maquette du film (ce qui ne constitue pas les effets spéciaux principaux du film).
Vendredi ou un autre jour est le premier long métrage utilisant Blender pour tous ses effets spéciaux.
Blender a été utilisé pour plusieurs autres effets spéciaux de films comme Le Masque de la Mort Rouge, Home, Oscar et la Dame rose, Brendan et le Secret de Kells et Mr Nobody (beaucoup de ces effets spéciaux ont été réalisés par l'entreprise belge Digital Graphics). La websérie Le Visiteur du futur utilise également Blender pour ses effets spéciaux,.
Le film d'animation Nouvelle Génération (Next Gen), produit par Netflix en 2018 est aussi entièrement réalisé avec Blender3d.
Le long métrage d'animation franco-belgo-letton Flow, réalisé par Gints Zilbalodis, sorti en 2024, a été entièrement réalisé avec Blender,.

## Blender dans l'industrie vidéoludique
Jusqu'à sa version 2.80, grâce à un moteur de jeu intégré nommé « Blender Game Engine » (BGE), Blender pouvait être utilisé comme moteur de jeu et moteur 3D gérant le rendu, la logique du jeu, la simulation des interactions physiques et l'audio. La logique de l'application était contrôlée par des scripts Python et un système de briques graphique permettant de connecter ensemble des briques Capteurs, des briques Raisonnement et des briques Effecteurs. La simulation physique reposait sur le moteur physique Bullet, apparu dans la version 2.42.
La NASA a développé une application web interactive appelée « Experience Curiosity » pour célébrer le 3e anniversaire de l'atterrissage du rover Curiosity sur Mars. Il s'agissait d'une application basée sur Blend4Web, permettant de contrôler le rover, ses caméras, son bras articulé et de reproduire les événements importants de la mission Mars Science Laboratory,. L'application avait été présentée au début de la section WebGL au SIGGRAPH 2015.

### Le projet Apricot (Yo Frankie!)
Deuxième projet de la fondation Blender, Yo Frankie! est un jeu vidéo libre en 3D, sous licence Creative Commons. Le projet a débuté le 1er février 2008 et est sorti en DVD le 14 novembre 2008 et en téléchargement le 9 décembre 2008.
Les personnages principaux du jeu sont basés sur ceux du projet de film d'animation Big Buck Bunny. Il s'agit d'un jeu multiplateforme tournant sous les systèmes GNU/Linux, MacOS et Microsoft Windows utilisant Blender pour la modélisation et l'animation, ainsi que le kit de développement Crystal Space et le langage de programmation Python.
L'objectif du projet a été de parvenir à réaliser un jeu libre d'un niveau équivalent aux meilleures productions commerciales non libres.
Le projet Apricot a stimulé le développement et l'optimisation du moteur de jeu de Blender.
Le moteur de jeu a été supprimé du code de Blender à partir de la version 2.80.

## Les forks et versions alternatives de Blender
De par sa nature opensource, des projets secondaires se basent sur Blender. On pourra évoquer :
- tornavís[83], une version dédiée à la CAO
- upbge[84] un fork du Blender Game Engine
- blendervelvets[85], une version dédiée au montage vidéo
- bforartists[86] est un fork qui vise à fournir une interface plus conviviale